# W. R. Burnett
W. R. Burnett (Springfield, 25 november 1899 - Santa Monica, 25 april 1982) was een Amerikaans roman- en scenarioschrijver.
Burnett is de filmgeschiedenis ingegaan als de auteur van de misdaadromans Little Caesar, High Sierra en The Asphalt Jungle, waarvan de verfilmingen zijn uitgegroeid tot klassiekers in het misdaadgenre, en als de scenarist van Scarface, nog een klassieker in datzelfde genre.
Hij was een van die vele vakmannen die de Golden Age (1930-1960) hebben mogelijk gemaakt. En net als Raymond Chandler, Dashiell Hammett en James M. Cain, die ook werkzaam waren in de filmwereld, behoorde hij tot de stoere hard-boiled school, een richting in het misdaadgenre die heel populair was tussen 1930 en 1950. 

## Leven en werk

### Verhuizing naar Chicago en debuut
In 1927 verhuisde Burnett naar Chicago waar Al Capone een groot stuk van de stad controleerde en waar twee jaar later het fameuze Valentijnsdagbloedbad plaats vond. Hij kwam er aan de kost als nachtreceptionist in een sjofel louche hotel. In die functie kon hij het komen en gaan van gangsters, pooiers, oplichters en zwervers van dichtbij observeren en de atmosfeer van de grootstad in zich opnemen. Zo kreeg hij voldoende inspiratie voor Little Caesar, zijn eerste (misdaad)roman, verschenen in 1929.
Het boek werd een jaar later verfilmd onder dezelfde titel. Deze succesrijke gangsterfilm lanceerde eveneens de carrière van titelrolspeler Edward G. Robinson. Burnett sloeg nu zelf de weg naar Hollywood in en hij ging er nooit meer weg. 

### Scenarioschrijver in Hollywood

#### Misdaadfilms
In 1932 tekende Burnett voor het scenario van twee opmerkelijke gangsterfilms. In The Beast of the City introduceerde hij het thema van de politiechef die het recht in eigen handen neemt om de stad te zuiveren van de 'beesten'. Scarface was losjes gebaseerd op Capone, 'Scarface' was trouwens diens bijnaam.
Paul Muni en Ann Dvorak, de succesvolle acteurstandem van Scarface, werden ook ingezet voor de misdaadfilm Dr. Socrates (1935), de verfilming van een kortverhaal van Burnett, dat later onder de titel King of the Underworld (1939) opnieuw werd verfilmd, ditmaal met Humphrey Bogart in de hoofdrol.
Gedurende ruim dertig jaar ging Burnett door op hetzelfde elan. Hij schreef (mee aan) het scenario van heel wat misdaadfilms/films noirs: de kraakfilm High Sierra (1941), gebaseerd op zijn eigen roman, kende een remake als western (Colorado Territory, 1949) en nog een tweede remake (I Died a Thousand Times, 1955). In de loop der jaren volgden onder meer nog This Gun for Hire (1942), Nobody Lives Forever (1946), gebaseerd op zijn gelijknamige roman, The Man I Love (1947), The Racket (1951), de kraakfilm The Asphalt Jungle (1950), naar zijn gelijknamige roman die nog drie keer werd verfilmd, Illegal (1955) en Accused of Murder (1957), de verfilming van zijn roman Vanity Row.

#### Andere genres
Burnett voelde zich ook thuis in andere filmgenres: 
- Hij bedacht westernverhalen en schreef (mee aan) het scenario van westerns. Zijn westernroman Saint Johnson werd in twintig jaar tijd vier keer verfilmd waarvan drie keer onder de titel Law and Order. Ook voor Yellow Sky (1948) leverde hij het verhaal. Volgden onder meer nog: The Westerner (1940), San Antonio (1945) en Sergeants 3 (1962), beiden gebaseerd op een verhaal van zijn hand, The Hangman (1959) en 4 for Texas (1963).
- Hij was een van de scenaristen van de oorlogsfilms Wake Island (1942), Action in the North Atlantic (1943) en The Great Escape (1963).
- Raoul Walsh, met wie hij vijf keer samenwerkte, vroeg hem het scenario te schrijven voor de tijdens de Tweede Wereldoorlog gesitueerde spionagefilm Background to Danger (1943)  en Burnett schreef ook mee aan het scenario van de zich tijdens de Koude Oorlog afspelende spionagefilm Ice Station Zebra (1968).
- De komedie The Whole Town's Talking (1935) was gebaseerd op een van zijn  kortverhalen.
- Het drama Dark Hazard (1934) en de remake Wine, Women and Horses (1937) waren verfilmingen van zijn roman Dark Hazard. Het sportdrama Iron Man (1931) en zijn twee remakes waren adaptaties van zijn gelijknamige roman.
- Burnett schreef zelf het scenario voor de verfilming (1955) van zijn avonturenroman Captain Lightfoot.

### Privéleven
In 1943 trouwde Burnett met Whitney Forbes Johnston. Het koppel bleef bij elkaar tot zijn overlijden. Ze hadden twee kinderen.
Burnett overleed in 1982 op 82-jarige leeftijd. Hij ligt begraven in het Forest Lawn Memorial Park in Glendale.

## Werken

### Misdaadromans (selectie)
- 1929 - Little Caesar
- 1930 - The Beast of the City
- 1934 - Dark Hazard
- 1941 - High Sierra
- 1943 - Nobody Lives Forever
- 1949 - The Asphalt Jungle
- 1952 - Vanity Row
- 1963 - The Abilene Samson
- 1981 - Good Bye Chicago: 1928, End of an Era

### Andere romans (selectie)
- 1932 - Iron Man
- 1932 - Saint Johnson
- 1938 - Dark Command
- 1953 - Adobe Walls: A Novel of the Last Apache Rising
- 1954 - Captain Lightfoot
- 1963 - Sergeants 3

### Kortverhalen (selectie)
- 1930 - The Hunter
- 1934 - Jail Breaker
- 1935 - Dr. Socrates
- 1939 - Youth is Not Forever
- 1947 - Little David
- 1955 - Vanishing Act

## Filmografie

### Verfilmingen van Burnett's werk zonder zijn medewerking (tussen haakjes de titel van het verfilmde werk)
- 1931 - Little Caesar (Mervyn LeRoy) (Little Caesar)
- 1931 - Iron Man (Tod Browning) (Iron Man)
- 1932 - Law and Order (Edward  L. Cahn) (Saint Johnson)
- 1934 - Dark Hazard (Alfred E. Green) (Dark Hazard)
- 1935 - The Whole Town's Talking (John Ford) (Jail Break)
- 1935 - Dr. Socrates (William Dieterle) (Dr. Socrates)
- 1936 - 36 Hours to Kill (Eugene Forde) (Across the Aisle)
- 1937 - Wine, Women and Horses (Louis King) (Dark Hazard)
- 1937 - Wild West Days (Ford Beebe en Clifford Smith) (Saint Johnson)
- 1937 - Some Blondes Are Dangerous (Milton Carruth) (Iron Man)
- 1939 - King of the Underworld (Lewis Seiler) (Dr. Socrates)
- 1940 - Dark Command (Raoul Walsh) (Dark Command)
- 1940 - Law and Order (Ray Taylor) (Saint Johnson)
- 1941 - Dance Hall (Irving Pichel) (The Giant Swing)
- 1943 - Crash Dive (Archie Mayo) (origineel scenario)
- 1948 - Yellow Sky (William A. Wellman) (ongepubliceerd origineel verhaal)
- 1949 - Colorado Territory (Raoul Walsh) (High Sierra)
- 1950 - The Asphalt Jungle (John Huston) (The Asphalt Jungle)
- 1951 - Iron Man (Joseph Pevney) (Iron Man)
- 1953 - Law and Order (Nathan Juran) (Saint Johnson)
- 1953 - Arrowhead (Charles Marquis Warren) (Adobe walls)
- 1958 - The Badlanders (Delmer Daves) (The Asphalt Jungle)
- 1963 - Cairo (Wolf Rila) (The Asphalt Jungle)
- 1967 - The Jackals (Robert D. Webb)  (remake van Yellow Sky)
- 1972 - Cool Breeze (Barry Pollack) (The Asphalt Jungle)

### (Co-)scenarist
- 1931 - The Finger Points  (John Francis Dillon)
- 1932 - The Beast of the City (Charles Brabin)
- 1932 - Scarface (Howard Hawks)
- 1940 - The Westerner (William Wyler)
- 1941 - High Sierra (Raoul Walsh)
- 1941 - The Get-Away (Edward Buzzell)
- 1942 - This Gun for Hire (Frank Tuttle)
- 1942 - Wake Island (John Farrow)
- 1943 - Action in the North Atlantic (Lloyd Bacon)
- 1943 - Background to Danger (Raoul Walsh)
- 1945 - San Antonio (David Butler)
- 1946 - Nobody Lives Forever (Jean Negulesco)
- 1947 - The Man I Love (Raoul Walsh)
- 1948 - Belle Starr's Daughter (Lesley Selander)
- 1951 - The Racket (John Cromwell)
- 1950 - Vendetta (Mel Ferrer)
- 1954 - Dangerous Mission (Louis King)
- 1954 - Night People (Nunnally Johnson)
- 1955 - Captain Lightfoot (Douglas Sirk)
- 1955 - Illegal (Lewis Allen)
- 1955 - I Died a Thousand Times (Stuart Heisler)
- 1957 - Accused of Murder (Joseph Kane)
- 1957 - Short Cut to Hell (James Cagney)
- 1959 - The Hangman (Michael Curtiz)
- 1960 - September Storm (Byron Haskin)
- 1961 - The Asphalt Jungle (televisieserie, 13 episodes)
- 1961 - The Lawbreakers (Joseph M. Newman)
- 1962 - Sergeants 3 (John Sturges)
- 1963 - The Great Escape (John Sturges)
- 1963 - 4 for Texas (Robert Aldrich)
- 1968 - Ice Station Zebra (John Sturges)
- 1969 - Stiletto (Bernard L. Kowalski)

## Nominatie
- 1943 - Oscar voor beste originele scenario voor Wake Island

- Bibsys: 90170561
- Biblioteca Nacional de España: XX1162875
- Bibliothèque nationale de France: cb118945973 (data)
- Catàleg d'autoritats de noms i títols de Catalunya: 981058614628706706
- CiNii: DA01008063
- Gemeinsame Normdatei: 131634003
- International Standard Name Identifier: 0000 0001 2147 0894
- Library of Congress Control Number: n79062990
- Nationale Bibliotheek van Letland: 000031546
- Bibliotheek van het Japanse parlement: 00520449
- Nationale Bibliotheek van Tsjechië: xx0041980
- Nationale bibliotheek van Australië: 36171933
- Nationale Bibliotheek van Israël: 987007592476005171
- Nederlandse Thesaurus van Auteursnamen: 071002723
- Réseau des bibliothèques de Suisse occidentale: 02-A003059788
- Istituto Centrale per il Catalogo Unico: CFIV067874
- LIBRIS: 179742
- SNAC: w62r4317
- Système universitaire de documentation: 026759721
- Trove: 1223718
- Virtual International Authority File: 108689460
- WorldCat: E39PBJfCxJWjCX9y7Qh6GBxhpP